# Рузвельт (тауншип, округ Белтрами, Миннесота)
Рузвельт (англ. Roosevelt) — тауншип в округе Белтрами, Миннесота, США. На 2000 год его население составило 219 человек.

## География
По данным Бюро переписи населения США площадь тауншипа составляет 93,1 км², из которых 88,2 км² занимает суша, а 4,9 км² — вода (5,23 %).

## Демография
По данным переписи населения 2000 года здесь находились 219 человек, 98 домохозяйств и 60 семей.  Плотность населения —  2,5 чел./км².  На территории тауншипа расположено 148 построек со средней плотностью 1,7 построек на один квадратный километр. Расовый состав населения: 96,35 % белых, 0,91 % коренных американцев и 2,74 % приходится на две или более других рас. Испанцы или латиноамериканцы любой расы составляли 0,46 % от популяции тауншипа.
Из 98 домохозяйств в 26,5 % воспитывались дети до 18 лет, в 53,1 % проживали супружеские пары, в 5,1 % проживали незамужние женщины и в 37,8 % домохозяйств проживали несемейные люди. 27,6 % домохозяйств состояли из одного человека, при том 11,2 % из — одиноких пожилых людей старше 65 лет. Средний размер домохозяйства — 2,23, а семьи — 2,72 человека.
20,1 % населения — младше 18 лет, 6,4 % — в возрасте от 18 до 24 лет, 26,9 % — от 25 до 44, 30,6 % — от 45 до 64, и 16,0 % — старше 65 лет. Средний возраст — 44 года. На каждые 100 женщин приходилось 95,5 мужчин.  На каждые 100 женщин старше 18 приходилось 86,2 мужчин.
Средний годовой доход домохозяйства составлял 25 893 доллара, а средний годовой доход семьи —  31 875 долларов. Средний доход мужчин —  25 625  долларов, в то время как у женщин — 16 964. Доход на душу населения составил 14 057 долларов. За чертой бедности находились 15,6 % семей и 19,5 % всего населения тауншипа, из которых 36,4 % старше 65 лет.